# 13-й апостол (фільм)
«13-й апостол» (рос. «13-й апостол») — вірменський радянський науково-фантастичний фільм 1988 року, поставлений режисером Суреном Бабаяном за мотивами книги Рея Бредбері «Марсіанські хроніки».

## Сюжет
Екіпаж космічної експедиції загинув при загадкових обставинах. Через 15 років інспектор розслідує причини закриття перспективної планети. Для цього він відвідує єдиного члена екіпажа, що залишився серед живих, — капітана Амоса, який тепер живе в притулку для астронавтів у відставці. У звіті він обґрунтував заборону на подальше дослідження цієї планети. Інспектор намагається зняти заборону та зробити планету доступною для експлуатації, але зазнає поразки.
З'ясовується, що жителі планети продовжують і донині оберігати таємницю своєї планети від втручання землян. Вони мстяться їм найрізноманітнішими способами: повертають назад час, повертають героям їхнє минуле, близьких, ситуації, пережиті в реальному земному житті, і тим самим убивають людей, зводять їх з розуму. Крім того, з капітаном на Землю повертається така собі істота («апостол»), як вселяється в одного з членів екіпажу Авессалома.

## У ролях
(у титрах фільму позначені лише імена акторів, але не ролі)
| • Юозас Будрайтіс       | … | капітан Амос                    |
| • Андрій Болтнєв        | … | інспектор                       |
| • Владас Багдонас       | … | апостол / Авессалом             |
| • Армен Джигарханян     | … | Давид, директор притулку        |
| • Донатас Баніоніс      | … | батько                          |
| • Альгіс Матульоніс     | … | священик                        |
| • Валентинас Масальскіс | … | член експедиції                 |
| • Юріс Риінієкс         | … | Марко, член експедиції          |
| • Мікк Міківер          | … | член експедиції                 |
| • Карен Джанібекян      | … | член експедиції                 |
| • Володимир Кочарян     |   |                                 |
| • Левон Нерсесян        | … | Йоанес                          |
| • Інгеборга Дапкунайте  | … | Марія                           |
| • Елле Кулль            | … | Ельма, доглядальниця в притулку |
| • Ірена Куксенайте      | … | Анна                            |
| • Неоле Гелжиніте       | … | мати Марка                      |
| • Ірена Крезуойте       | … | мати                            |
| • Ілона Бальсіте        | … | Рита                            |
| • Жозеф Налбандян       |   |                                 |
| • Георгій Січкарь       |   |                                 |
| • Мікаел Довлатян       |   |                                 |

## Знімальна група
- Автор сценарію — Георгій Ніколаєв за участі Сурена Бабаяна
- Режисер-постановник — Сурен Бабаян
- Оператор — Артем (Арто) Мелкумян
- Композитор — Едуард Айрапетян
- Монтаж — Л. Єременко
- Художник-постановник — Вартан Седракян
- Художник по костюмах — З. Густене
- Художник-декоратор — Рашит Сафіуллін
- Звукооператор — Роланд Казарян
- Режисери: Айк Ханджян, Карен Борян
- Гримери: Армен Айвазян, Т. Маргарян
- Консультант: льотчик-космонавт Георгій Гречко
- Редактор: Гагик Ахвердян
- Директор: Вартан Бадалян

## Нагороди та номінації
| Список нагород та номінацій | Список нагород та номінацій | Список нагород та номінацій                      | Список нагород та номінацій | Список нагород та номінацій | Список нагород та номінацій |
| Кінопремія                  | Рік                         | Категорія                                        | Номінант(и)                 | Результат                   |                             |
| --------------------------- | --------------------------- | ------------------------------------------------ | --------------------------- | --------------------------- | --------------------------- |
| Кінофестиваль «Фанташпорту» | 1989                        | Міжнародний приз за найкращий фантастичний фільм | 13-й апостол                | Номінація                   |                             |